# Атанасиос Скалцојанис
Атина
 Атанасиос Скалцојанис (грч. Αθανάσιος Σκαλτσογιάννης; Аитолико, 1878 — ?) је бивши грчки атлетичар, учесник Летњих олимпијских игара 1896. Био је члан клуба Етникос из Атине.
Скалцојанис се такмичио у две дусиплине. У трци на 110 м са препонама, његово време и место у претдакмичењу није забележено, али се зна да је завршио као трећи или четврти, а да се није квалификовао за финале.
У диасциплини скок удаљ Скалцојанис је био један од девет учесника. Једина позната информација о његовом пласману је та да није био један од прве четворице.
Био је борац за слободу у Епирском региону. Касније је радио као официр страже у затвору Мендресе, где су га затвореници убили.